# Minneiska
Minneiska est une ville américaine située dans le Comté de Wabasha, dans le Minnesota. Selon le recensement de 2010, sa population est de 111 habitants.